# VESTIGE OF SCRATCHES
『VESTIGE OF SCRATCHES』（ヴェスティージ・オブ・スクラッチーズ）は、日本のバンドDIR EN GREYのベストアルバム。

## 概要
ベストアルバムのリリースは『DECADE 1998-2002』『DECADE 2003-2007』以来、10年ぶり。事務所の意向でリリースされた前作とは異なり、本作はメンバーも監修に関わっている。
ファン投票によるリクエストを元に、メンバーによって選ばれた44曲をリマスター収録。その内の3曲「腐海」「THE IIID EMPIRE」「Beautiful Dirt」については今作のために再録音され収録された。また、一部の楽曲に関しては新たなミックスを施して収録された。
「腐海」「Beautiful Dirt」のミックスをジェイコブ・ハンセン、「THE IIID EMPIRE」のミックスをジェイ・ラストンが行っている。
前作同様、全てのシングル曲が網羅されている訳ではない。今作では、インディーズ1stシングル「JEALOUS」、7thシングル「【KR】cube」、12thシングル「embryo」、19thシングル「凌辱の雨」、22ndシングル「GLASS SKIN」が未収録となった。また、2ndシングル「残-ZAN-」、15thシングル「かすみ」、16thシングル「THE FINAL」はいずれも既出の再構築版・再録版での収録となっており、オリジナルバージョンは未収録となっている。
初回限定盤は4枚組（3CD+DVDかBlu-rayの2タイプ）、通常盤はCDのみ3枚組での発売となる。DVD・Blu-rayにはバンドの歴史を凝縮したドキュメンタリー映像や再録楽曲の演奏シーンを一発撮りした映像、インタビュー映像を収録予定だったが、後に演奏シーンを一発撮りした映像は、演奏シーンをPV仕立てに編集されたものに変更されることが発表された。
2019年10月24日より、Apple MusicやSpotifyなどのサイトにて、本作のデジタル配信を開始した。当初はDISC 2とDISC 3のみの配信であったが、後にDISC 1も配信が開始された。

## 記録
オリコン週間アルバムチャートでは、初週で17,184枚を売り上げ4位を獲得。ベストアルバムでのトップ10入りは本作が初となった。

## 収録曲

### DISC 1
1. -I'll-
インディーズ2ndシングル。
アルバム初収録。
2. アクロの丘
1stシングル。メジャーデビュー曲の一つ。
3. ゆらめき
3rdシングル。メジャーデビュー曲の一つ。
4. Cage
4thシングル。
5. 予感
5thシングル。
6. 脈　
6thシングル。
シングルバージョンでの収録。
7. 理由
2ndアルバム『MACABRE』収録曲。
8. 太陽の碧
8thシングル。
シングルバージョンでの収録。
9. ain't afraid to die
9thシングル。
10. FILTH
10thシングル。
11. 蟲-mushi-
3rdアルバム『鬼葬』収録曲。
12. 腐海
新録。
15thシングル『かすみ』c/w曲の再録版。
歌詞と歌メロはごく最近ライブで披露されたものに変更されている。

### DISC 2
1. JESSICA
11thシングル。
2. umbrella
1stミニアルバム『six Ugly』収録曲。
3. audience KILLER LOOP
4thアルバム『VULGAR』収録曲。
4. CHILD PREY　
13thシングル。
アルバムバージョンでの収録。
5. DRAIN AWAY
14thシングル。
アルバムバージョンでの収録。
6. dead tree
5thアルバム『Withering to death.』収録曲。
7. 朔-saku-
17thシングル。
8. C
5thアルバム『Withering to death.』収録曲。
9. 鼓動
5thアルバム『Withering to death.』収録曲。
10. DOZING GREEN
21stシングル。
シングルバージョンでの収録。
11. AGITATED SCREAMS OF MAGGOTS
20thシングル。
アルバムバージョンでの収録。
12. 艶かしき安息、躊躇いに微笑み
6thアルバム『THE MARROW OF A BONE』収録曲。
13. CLEVER SLEAZOID
18thシングル。
シングルバージョンでの収録。
14. 我、闇とて･･･
7thアルバム『UROBOROS』収録曲。
15. VINUSHKA
7thアルバム『UROBOROS』収録曲。
16. THE IIID EMPIRE
新録。
4thアルバム『VULGAR』収録曲の再録版。

### DISC 3
1. 霧と繭
インディーズ1stミニアルバム『MISSA』収録曲の再構築版。
26thシングル『輪郭』c/w曲。
アルバム初収録。
2. 残
メジャーデビュー曲の一つである2ndシングル『残-ZAN-』の再構築版。
23rdシングル『激しさと、この胸の中で絡み付いた灼熱の闇』c/w曲。
アルバム初収録。
3. 罪と規制
1stアルバム『GAUZE』収録曲の「蜜と唾」を再構築したもの。
25thシングル『DIFFERENT SENSE』c/w曲。
アルバム初収録。
歌詞に規制がかけられており、原型のものは会場限定シングル『蜜と唾』に収録されている。
4. 羅刹国
2ndアルバム『MACABRE』収録曲の再録版。
8thアルバム『DUM SPIRO SPERO』の完全生産限定盤に収録されている。
5. かすみ
15thシングル『かすみ』の再録版。
2ndミニアルバム『THE UNRAVELING』収録曲。
6. OBSCURE
4thアルバム『VULGAR』収録曲の再構築版。
24thシングル『LOTUS』c/w曲。
アルバム初収録。
7. THE FINAL
16thシングル『THE FINAL』の再録版。
2ndミニアルバム『THE UNRAVELING』収録曲。
8. DIFFERENT SENSE
25thシングル。
シングルバージョンでの収録。
9. 激しさと、この胸の中で絡み付いた灼熱の闇
23rdシングル。
シングルバージョンでの収録。
10. LOTUS
24thシングル。
シングルバージョンでの収録。
11. 輪郭
26thシングル。
シングルバージョンでの収録。
12. Revelation of mankind
9thアルバム『ARCHE』収録曲。
13. Sustain the untruth
27thシングル。
シングルバージョンでの収録。
14. Un deux
9thアルバム『ARCHE』収録曲。
15. 詩踏み
28thシングル。
アルバム初収録。
16. Beautiful Dirt
新録。
5thアルバム『Withering to death.』収録曲の再録版。
歌詞の変更が施されている。

### 初回限定盤映像
- DOCUMENTARY OF DIR EN GREY 20 YEARS
- 腐海 (Best Album Edition)
- THE ⅢD EMPIRE (Best Album Edition)
- Beautiful Dirt (Best Album Edition)